# キャンプタウン (レソト)
レソトにおけるキャンプタウン（英語: Camptown）は、第一級行政区画である県（District）の行政府所在地のことを指す。現在、県と同じく10のキャンプタウンがある。
語源は19世紀、ソト語でlikampoと呼ばれていた警察署だと言われている。また、イギリス保護領バストランド時代では都市化が進んだ所を指す言葉として使われていたという。

## 一覧

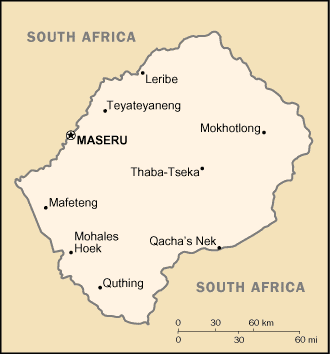
キャンプタウンの位置

基本的にキャンプタウンと県名は同じである。例外はベレア県とレリベ県の2つであるが、まれに県とキャンプタウンが同じ名称で呼ばれることもある。国内最大のキャンプタウンは首都でもあるマセル（マセル県）である。
| キャンプタウン              | 現地語名       | 人口 （2016年国勢調査） | 県                                |
| --------------------------- | -------------- | ----------------------- | --------------------------------- |
| ブータ・ブーテ              | Butha-Buthe    | 35,108                  | ブータ・ブーテ県                  |
| フロツェ （別名レリベ）     | Hlotse Leribe  | 38,558                  | レリベ県                          |
| マフェテング                | Mafeteng       | 39,754                  | マフェテング県                    |
| マセル                      | Maseru         | 330,760                 | マセル県                          |
| モハレス・フーク            | Mohale's Hoek  | 40,040                  | モハレス・フーク県                |
| モコトロング                | Mokhotlong     | 12,940                  | モコトロング県                    |
| クァクハスネック            | Qacha's Nek    | 15,917                  | クァクハスネック県                |
| クティング （別名モイェニ） | Quthing Moyeni | 27,314                  | クティング県                      |
| テヤテヤネング              | Teyateyaneng   | 24,257                  | ベレア県 （別名テヤテヤネング県） |
| ターバ・ツェーカ            | Thaba-Tseka    | 15,248                  | ターバ・ツェーカ県                |